# The Indian Runner
The Indian Runner är en amerikansk dramafilm från 1991, skriven och regisserad av Sean Penn. Manuset är baserat på Bruce Springsteens låt "Highway Patrolman" ur albumet Nebraska från 1982.

## Handling
Joe (David Morse) är en man mitt i livet, med familj, barn och ett bra arbete som polis. Han är nöjd med sin tillvaro i Nebraska.
Så kommer hans bror Frank (Viggo Mortensen) tillbaka från krig i Vietnam. Frank är en misstänksam, våldsam misantrop som tror det värsta om alla och följaktligen även är sådan själv.
Joe, som är glad att se sin bror igen, vill gärna hjälpa Frank till ett normalt liv utan hat och utanförskap. Men trots arbete, fru och väntande barn kan Frank inte anpassa sig till detta liv - han kan inte kontrollera sina tankar och handlingar och hans frustration växer.
Resultatet är en melankolisk, lågmäld film om kärlek, besvikelse och livets mörka sidor.

## Medverkande
- David Morse – Joe Roberts
  - Trevor Endicott – Joe, tolv år gammal
- Viggo Mortensen – Frank Roberts
  - Brandon Fleck – Frank, sju år gammal
- Patricia Arquette – Dorothy
- Valeria Golino – Maria Roberts
- Charles Bronson – Mr. Roberts
- Sandy Dennis – Mrs. Roberts
- Dennis Hopper – Caesar
- Benicio del Toro – Miguel
- Jordan Rhodes – Randall
- Enzo Rossi – Raffael
- Harry Crews – Mr. Baker
- Eileen Ryan – Mrs. Baker